# World Area Forecast Center
Ein World Area Forecast Centre (WAFC) ist ein meteorologisches Zentrum, das zu Zwecken der Luftfahrt in Echtzeit meteorologische Informationen überträgt. Diese Übertragungen stehen unter der Aufsicht der International Civil Aviation Organisation (ICAO), und es werden die notwendigen Anforderungen des ICAO-Annex 3 über die meteorologischen Dienste abgedeckt, die zur Durchführung von Flügen notwendig sind. Die Aufgabe der WAFCs ist es, meteorologische Mitteilungen mit weltweiter Abdeckung für das Briefing der Piloten zur Verfügung zu stellen. Diese sind üblicherweise Bestandteil des Pre-Flight Information Bulletin (PIB).
Ein WAFC stellt unterschiedliche Daten zur Verfügung: OPMET-Informationen,  GRIB- und BUFR-Diagramme – diese betreffen Höhenwinde und Temperaturen  sowie SIGWX-Charts (Significant Weather Charts) für große und mittlere Höhen.
Weltweit gibt es nur zwei World Area Forecast Centres, wobei jedes für sich als Backupeinrichtung für das andere dient. Diese werden bezeichnet als WAFC London und WAFC Washington, wobei üblicherweise London für Europa, Asien, den Indischen Ozean und Afrika sowie Washington für Amerika und den Pazifikraum zuständig sind. Diese Zentren werden betrieben durch das britische Met Office bzw. die US-amerikanische National Oceanic and Atmospheric Administration. Sie arbeiten redundant, sodass sie sich bei Ausfällen gegenseitig ersetzen können. Jeder dieser beiden Dienste betreibt sein eigenes Übertragungssystem, mit denen die Flugplätze in aller Welt mit Daten bedient werden. Das britische System heißt SADIS (SAtellite DIstribution System). Die NOAA hat ihr International Satellite Communications System (ISCS) inzwischen durch ein über das Internet laufendes System ersetzt.